# الحجازية (الشرقية)
قرية الحجازية هي إحدى القرى التابعة لمركز الحسينية في محافظة الشرقية في جمهورية مصر العربية. حسب إحصاءات سنة 2006، بلغ إجمالي السكان في الحجازية 7272 نسمة، منهم 3705 رجل و3567 امرأة.